# Liste der Kulturdenkmale in Altmärkische Wische
In der Liste der Kulturdenkmale in Altmärkische Wische sind alle  Kulturdenkmale der Gemeinde Altmärkische Wische und ihrer Ortsteile aufgelistet. Grundlage ist das Denkmalverzeichnis des Landes Sachsen-Anhalt, das auf Basis des Denkmalschutzgesetzes des Landes Sachsen-Anhalt vom 21. Oktober 1991 durch das Landesamt für Denkmalpflege und Archäologie Sachsen-Anhalt erstellt und seither laufend ergänzt wurde (Stand: 25. Februar 2015).

## Kulturdenkmale nach Ortsteilen

### Falkenberg
| Lage               | Bezeichnung | Beschreibung           | Erfassungs- nummer | Ausweisungsart | Bild   |
| ------------------ | ----------- | ---------------------- | ------------------ | -------------- | ------ |
| Dorfstraße (Karte) | Kirche      | St. Maria und Johannes | 094 36381          | Baudenkmal     | Kirche |

### Ferchlipp
| Lage               | Bezeichnung | Beschreibung | Erfassungs- nummer | Ausweisungsart | Bild   |
| ------------------ | ----------- | ------------ | ------------------ | -------------- | ------ |
| Dorfstraße (Karte) | Kirche      |              | 094 36441          | Baudenkmal     | Kirche |

### Lichterfelde
| Lage                  | Bezeichnung | Beschreibung | Erfassungs- nummer | Ausweisungsart            | Bild           |
| --------------------- | ----------- | ------------ | ------------------ | ------------------------- | -------------- |
| Dorfstraße (Karte)    | Kirche      |              | 094 36440          | Baudenkmal                | Weitere Bilder |
| Dorfstraße 6 (Karte)  | Bauernhaus  |              | 094 36628          | Baudenkmal                | BW             |
| Dorfstraße 32 (Karte) | Bauernhaus  |              | 094 36629          | Baudenkmal                | BW             |
| Dorfstraße 38 (Karte) | Bauernhaus  |              | 094 36631          | Baudenkmal                | BW             |
| Dorfstraße 49 (Karte) | Glasbild    |              | 094 36622          | bewegliches Kulturdenkmal | BW             |
| Dorfstraße 94 (Karte) | Bauernhaus  |              | 094 36630          | Baudenkmal                | BW             |
| Dorfstraße 95 (Karte) | Bauernhaus  |              | 094 36627          | Baudenkmal                | BW             |

### Neukirchen
| Lage                  | Bezeichnung        | Beschreibung | Erfassungs- nummer | Ausweisungsart | Bild               |
| --------------------- | ------------------ | ------------ | ------------------ | -------------- | ------------------ |
| Dorfstraße (Karte)    | Kirche             |              | 094 36451          | Baudenkmal     | Kirche             |
| Dorfstraße 14 (Karte) | Wohnhaus           |              | 094 36535          | Baudenkmal     | Wohnhaus           |
| Dorfstraße 29 (Karte) | Wirtschaftsgebäude |              | 094 36536          | Baudenkmal     | Wirtschaftsgebäude |
| Dorfstraße 55 (Karte) | Wohnhaus           |              | 094 36537          | Baudenkmal     | Wohnhaus           |
| Dorfstraße 68 (Karte) | Bauernhaus         |              | 094 36534          | Baudenkmal     | Bauernhaus         |
| Dorfstraße 70 (Karte) | Bauernhaus         |              | 094 36255          | Baudenkmal     | Bauernhaus         |
| Dorfstraße 76 (Karte) | Bauernhaus         |              | 094 36533          | Baudenkmal     | Bauernhaus         |
| Dorfstraße 79 (Karte) | Wohnhaus           |              | 094 97618          | Baudenkmal     | Wohnhaus           |

### Wendemark
| Lage                                                                              | Bezeichnung  | Beschreibung         | Erfassungs- nummer | Ausweisungsart | Bild         |
| --------------------------------------------------------------------------------- | ------------ | -------------------- | ------------------ | -------------- | ------------ |
| Wendemark 15a (Karte)                                                             | Kirche       |                      | 094 36473          | Baudenkmal     | Kirche       |
| Wendemark 15 (Karte)                                                              | Pfarrhaus    |                      | 094 36530          | Baudenkmal     | Pfarrhaus    |
| Wendemark 51, 52, 53, 54, 55, 56 (Karte)                                          | Rittergut    | Engelshof            | 094 36532          | Baudenkmal     | BW           |
| Neukirchener Straße Abzweig Lichterfelder Straße; L2, Abschn. 005, km 0,0 (Karte) | Distanzstein |                      | 094 36531          | Kleindenkmal   | Distanzstein |
| Werbener Straße 29 (Karte)                                                        | Rittergut    | Neu-Goldbeck, Seehof | 094 36529          | Baudenkmal     | BW           |
| Werbener Straße 8, 9, 10, 11, 12 (Karte)                                          | Gutshof      | Wöllmerstift         | 094 36474          | Baudenkmal     | BW           |

## Legende
In den Spalten befinden sich folgende Informationen:
- Lage: Nennt den Straßennamen und wenn vorhanden die Hausnummer des Kulturdenkmals. Die Grundsortierung der Liste erfolgt nach dieser Adresse. Der Link „Karte“ führt zu verschiedenen Kartendarstellungen und nennt die geographischen Koordinaten.
Link zu einem Kartenansichtstool, um Koordinaten zu setzen. In der Kartenansicht sind Baudenkmale ohne Koordinaten mit einem roten bzw. orangen Marker dargestellt und können in der Karte gesetzt werden. Baudenkmale ohne Bild sind mit einem blauen bzw. roten Marker gekennzeichnet, Baudenkmale mit Bild mit einem grünen bzw. orangen Marker.
- Offizielle Bezeichnung: Nennt den Namen, die Bezeichnung oder zumindest die Art des Kulturdenkmals und verlinkt, soweit vorhanden, auf den Artikel zum Objekt.
- Beschreibung: Nennt bauliche und geschichtliche Einzelheiten des Kulturdenkmals, vorzugsweise die Denkmaleigenschaften.
- Erfassungsnummer: Für jedes Kulturdenkmal wird in Sachsen-Anhalt eine 20stellige Erfassungsnummer vergeben. Die letzten zwölf Ziffern werden für die Untergliederung nach Teilobjekten genutzt und werden nur angegeben, soweit vergeben. In dieser Spalte kann sich folgendes Icon  befinden, dies führt zu Angaben zu diesem Baudenkmal bei Wikidata.
- Ausweisungsart: Die Einordnung des Denkmales nach § 2 Abs. 2 DenkmSchG LSA
- Bild: Ein Bild des Denkmales, und gegebenenfalls einen Link zu weiteren Fotos des Kulturdenkmals im Medienarchiv Wikimedia Commons. Wenn man auf das Kamerasymbol klickt, können Fotos zu Kulturdenkmalen aus dieser Liste hochgeladen werden: